# Argiva
Argiva là một chi bướm đêm thuộc họ Noctuidae.